# 尼古拉斯王子 (羅馬尼亞)
尼古拉斯·米哈伊·德·罗马尼亚·梅德佛特-米尔斯（Nicholas Michael de Roumanie Medforth-Mills，1985年4月1日—），出生于梅兰。已被推翻的罗马尼亚王国王室后裔，假设的罗马尼亚王位继承人。
尼古拉斯出生于瑞士梅兰拉圖爾醫院(Hôpital de la Tour et Pavillon Gourges)，他是罗马尼亚埃列娜公主与丈夫莱斯利·罗宾·梅德佛特-米尔斯的长子。尼古拉斯出生以后全家搬到英格兰居住，他的妹妹伊丽莎白·卡琳娜出生于纽卡斯尔。
2007年12月30日，尼古拉斯的外公——米哈伊一世国王宣布将在他25岁生日（2010年4月1日）拥有“罗马尼亚王子”头衔。根据1884年罗马尼亚继承法，女性及其后代是没有资格继承罗马尼亚王位（薩利克法）。1923年有一个新的罗马尼亚王位继承法，尼古拉斯将排在他的姨妈玛格丽塔和母亲之后成为罗马尼亚王位第三顺位继承人。作为维多利亚女王的后裔，他也是英国王位第86顺位继承人。
2008年2月29日，尼古拉斯·梅德佛特-米尔斯在接受罗马尼亚报纸Cotidianul采访时宣布“如果罗马尼亚人民要求他成为国王，他将不会拒绝。”罗马尼亚记者已经把他称作“尼古拉斯王子”，尽管他当时并不具有此头衔。
2010年4月1日，尼古拉斯·梅德佛特-米尔斯度过了他的25岁生日，并自这一天起此为“罗马尼亚王子尼古拉斯”。王室将于6月在布加勒斯特庆祝活动。